# The West Point Story
The West Point Story (Brasil: Conquistando West Point) é um filme norte-americano de 1950, do gênero comédia musical, dirigido por Roy Del Ruth e estrelado por James Cagney, Virginia Mayo e Doris Day.

## Sinopse
Elwin "Bix" Bixby aceita com relutância o convite do produtor Harry Eberhart para dirigir um espetáculo em West Point, escrito por Tom Fletcher, sobrinho de Harry. Bix vai para West Point com sua assistente Eve, mas fica frustrado com as regras da academia, que a todo momento interrompe seus ensaios. A determinada altura, ele agride um dos rapazes e, para continuar, precisa tornar-se cadete, ele mesmo. Quando Tom se apaixona por Jan Wilson, estrela descoberta por Bix, e pensa seguir com ela para Hollywood, Bix tenta uma última cartada para salvar o show.

## Premiações
| Prêmio     | Categoria                            | Recipientes  | Situação |
| ---------- | ------------------------------------ | ------------ | -------- |
| Oscar 1951 | Melhor trilha sonora - filme musical | Ray Heindorf | Indicado |

## Elenco
| Ator/Atriz     | Personagem             |
| -------------- | ---------------------- |
| James Cagney   | Elwin 'Bix' Bixby      |
| Virginia Mayo  | Eve Dillon             |
| Doris Day      | Jan Wilson             |
| Gordon MacRae  | Tom Fletcher           |
| Gene Nelson    | Hal Courtland          |
| Alan Hale Jr.  | Bull Gilbert           |
| Roland Winters | Harry Eberhart         |
| Raymond Roe    | 'Esposa' de Bix        |
| Wilton Graff   | Tenente-Coronel Martin |
| Jerome Cowan   | Jocelyn                |

## Recepção
The West Point Story é metade filme musical e metade propaganda da Academia Militar dos Estados Unidos, também conhecida como West Point. Com isso, "obtém o pior dos dois mundos", nas palavras do crítico Clive Hirschhorn.